# Friona reticulata
Friona reticulata là một loài tò vò trong họ Ichneumonidae.